# دائرة فوغالة
دائرة فوغاله هي إحدى دوائر ولاية بسكرة الجزائرية.